# Koninklijke Harmonie Ons Genoegen
De Koninklijke Harmonie Ons Genoegen uit Vlissingen is een harmonieorkest dat zich bezighoudt met het beoefenen en uitvoeren van symfonisch blaasmuziek. Het orkest is onderdeel van de Muziekvereniging Vlissingen. De vereniging bestaat naast het harmonieorkest uit de drumfanfare "Deltaband" , het Leeringenorkest, de Jeugd-Deltaband en amusementsorkest De Flessûh Trekkûrs. Beschermheer is de heer F. van de Velde.

## Oprichting

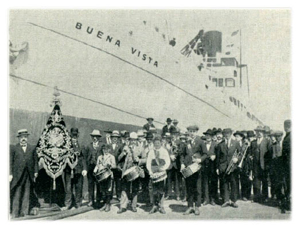
Ons Genoegen met vaandel uit 1874

In 1890, het jaar dat prinses Wilhelmina haar tiende verjaardag zou vieren, werden in Vlissingen plannen gemaakt voor een groot feest. Het Vlissingse muziekgezelschap Harmonie Ons Genoegen was drie jaar daarvoor ontbonden. Burgemeester Tutein Nolthenius en andere notabelen vormden volgens de Vlissingsche Courant een commissie om de verjaardag 'feestelijk te doen vieren door de leerlingen van openbare en bijzondere scholen' en tevens maakte de krant bekend dat er weer pogingen werden ondernomen tot ' het oprichten van een eigen muziekkorps hier ter stede' en dat daartoe 'beoefenaars van instrumentale muziek [werden] uitgenoodigd ten Raadhuize'. Er kwamen ongeveer 17 muzikanten op af. De Vlissingsche Courant van 3 augustus 1890 meldt dat het eerste optreden zal plaatsvinden ter gelegenheid van de verjaardag van H.M. de Koningin op 3 augustus onder leiding van dirigent André J. Geysen. De krant schrijft verder dat door de inspanningen van de burgemeester de stad weer kan beschikken over een vast muziekgezelschap. De oprichting is medegefinancierd door een bijdrage van de Maatschappij tot Nut van 't Algemeen.
De eerste repetities vinden plaats in de Willem III-kazerne. Enkele jaren na de oprichting treedt een deel van de leden en de dirigent toe tot de door de katholieke gemeenschap in Vlissingen nieuw opgerichte Harmonie Sint-Caecilia.

## Voorgeschiedenis
Als officiële datum van oprichting wordt in de huidige statuten 12 augustus 1890 vermeld. In feite was dat een doorstart en is de huidige vereniging de voortzetting van een ouder Harmonieorkest, dat in 1888 door splitsing is ontbonden. Lang werd aangenomen dat 1874 de vorige harmonie was opgericht, omdat op oude foto's het oude vaandel dat jaartal droeg. De datum op het vaandel is echter het jaartal van ingebruikneming ervan. Dit vaandel werd geborduurd door de firma Weduwe J. Van Severen-Vermeulen uit Sint-Niklaas. Door een duik in krantenbank Zeeland kon het volgende worden gereconstrueerd:

### 1872
In een ingezonden bericht in de Vlissingsche Courant verweert de directie zich tegen de beschuldiging van enkele uitgetreden leden dat het gezelschap weinig vaderlandslievend zou zijn, en verklaart dat de muziekinstrumenten der schutterij haar meer opgedrongen zijn dan dat ze gevraagd zouden geweest zijn. Het in 1848 opgerichte harmonieorkest van de schutterij was ter ziele gegaan. 

### 1873

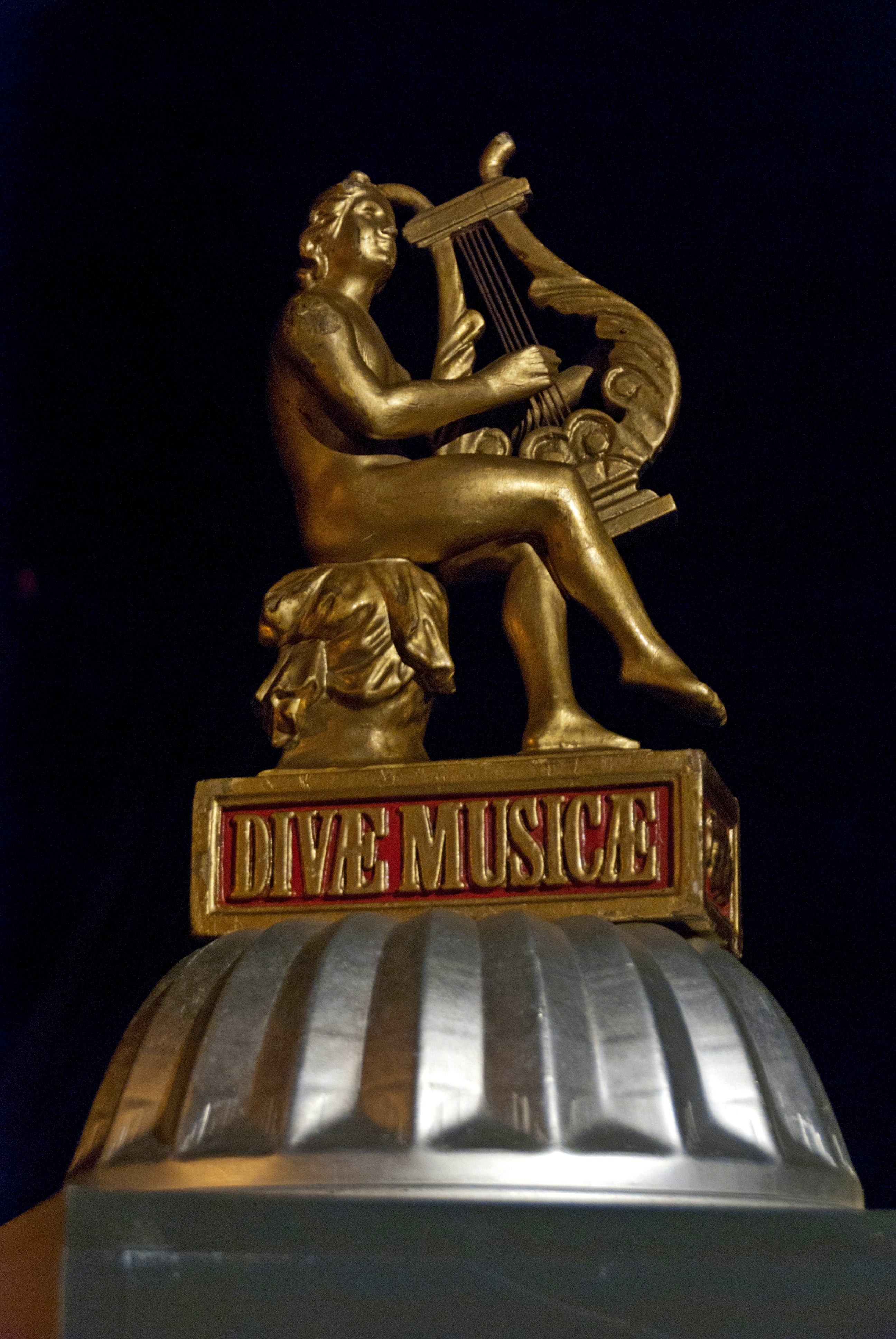
Apollo, kroonwerk van het oude vaandel, vervaardigd door de Vlissingse beeldhouwerJan François Brouwenaar.

Donderdagavond 21 augustus bracht Ons Genoegen een ovatie aan Michiel de Ruyter bij diens standbeeld op het De Ruyterplein ter herdenking van de overwinning  op de Engelse vloot in de slag bij Kijkduin tweehonderd jaar eerder. Na afloop van schonken de Vlissingse drukker F.H. Schiffer en de goudsmid C.J. van Dalsum een verguld Apollobeeldje vervaardigd door Jan François Brouwenaar als kroonwerk voor het vaandel. Het beeldje was jarenlang bewaard door de dichter, toneelschrijver, musicus en wijnhandelaar Arie Ruijsch (1797-1871). Hoewel het orkest jong was, beschikte het wel al over een vaandel dat ooit toebehoorde aan een andere vereniging met diezelfde naam.

### 1874
Op 7 oktober 1874 werd het nieuwe vaandel, met een waarde van vijfhonderd gulden, onthuld. In de Vlissingsche Courant wordt vermeld dat het orkest toen 'sedert vijf jaren rusteloos werkzaam [was] zich te organiseren en te vormen tot ene harmonie', waaruit is op te maken dat de vereniging in 1869 is begonnen. Bij die plechtigheid werd gememoreerd dat het boven op het vaandel geplaatste beeldje van Apollo afkomstig was van een eerder ter ziele gegaan, niet nader genoemd Harmonieorkest. Het beeldje was aangekocht door de drukker F.H. Schiffer uit de nalatenschap van Arie Ruijsch en gerestaureerd door de goudsmid Cornelis Jacobus van Dalsum (1818-1887) en het jaar tevoren overhandigd aan het harmoniegezelschap.

### 1881
In de Vlissingsche Courant wordt gemeld dat het muziekgezelschap Ons Genoegen op maandag en dinsdag 1 en 2 augustus zijn tienjarig bestaan zal vieren samen met de Koninklijke Handboogschutterij Willem III die dertig jaar bestaat, met een grootse optocht, luchtballons en allerlei volksvermaken; Ons Genoegen zal de feesten opluisteren met muziek.

### 1887
Ons Genoegen beschikt over een nieuwe muziektent, die op zondag 22 mei op de Rommelkade (na demping van de havens begin 20e eeuw Emmastraat verdoopt) gebruikt zal worden. Later in het jaar krijgt het muziekgezelschap toestemming van de gemeenteraad de tent bij diverse uitvoeringen te plaatsen op  'de Groote Markt, Oude Markt, Stenenbeer, Betje Wolff’s plein, Kleine Markt, de  Hooi-, Bier-, Dok- en Rommelkaden en den Zeeboulevard'.

### 1888
Als in 1888 onenigheid ontstaat over de 'onderlinge overtuiging', wordt de vereniging ontbonden. Na ontbinding blijft het orkest wel de taak van Stadsharmonie vervullen.

### 1889
Op 12 mei 1889 bericht de Vlissingsche Courant dat dirigent André J. Geijsen de leden van de ontbonden muziekvereniging Ons Genoegen uitgenodigd heeft de viering van het 40-jarig jubileum van Z.M. de Koning muzikaal op te luisteren en dat deze oproep door allen welwillend is aanvaard.  Ook worden in datzelfde jaar enkele serenades gebracht, en wordt de inwijding van de nieuwe sociëteit van het Nederlands Loodswezen opgeluisterd.

### 1890
Op 24 oktober 1890 doet de Vlissingsche Courant uitgebreid verslag van de algemene vergadering van Ons Genoegen op woensdagavond 22 oktober, waarin de plannen voor de toekomst worden besproken. De conclusie is dat met de ervaringen van het afgelopen jaar het zinvol is het orkest in de toekomst als vereniging voort te zetten. Dat het hier gaat om een voortzetting blijkt ook uit foto's in bezit van het Gemeentearchief Vlissingen, waarop is te zien dat in het begin van de 20e eeuw door de vereniging bij optredens het vaandel uit het jaar wordt gebruikt. De voortzetting wordt ook onderschreven door het verslag van de vergadering van 22 oktober in de krant, waarin gesproken wordt van 'hernieuwde bloei voor het gezelschap' en vermeld wordt dat André Geijsen 'als directeur blijft optreden'. Volgens hetzelfde verslag treedt er een nieuw bestuur aan waarvan de leden zelf geen werkend lid zijn: W.L. Winkelman, voorzitter, A.E. Dudok van Heel, secretaris, en A.L.A. van Unen, penningmeester.

## Predicaat Koninklijk

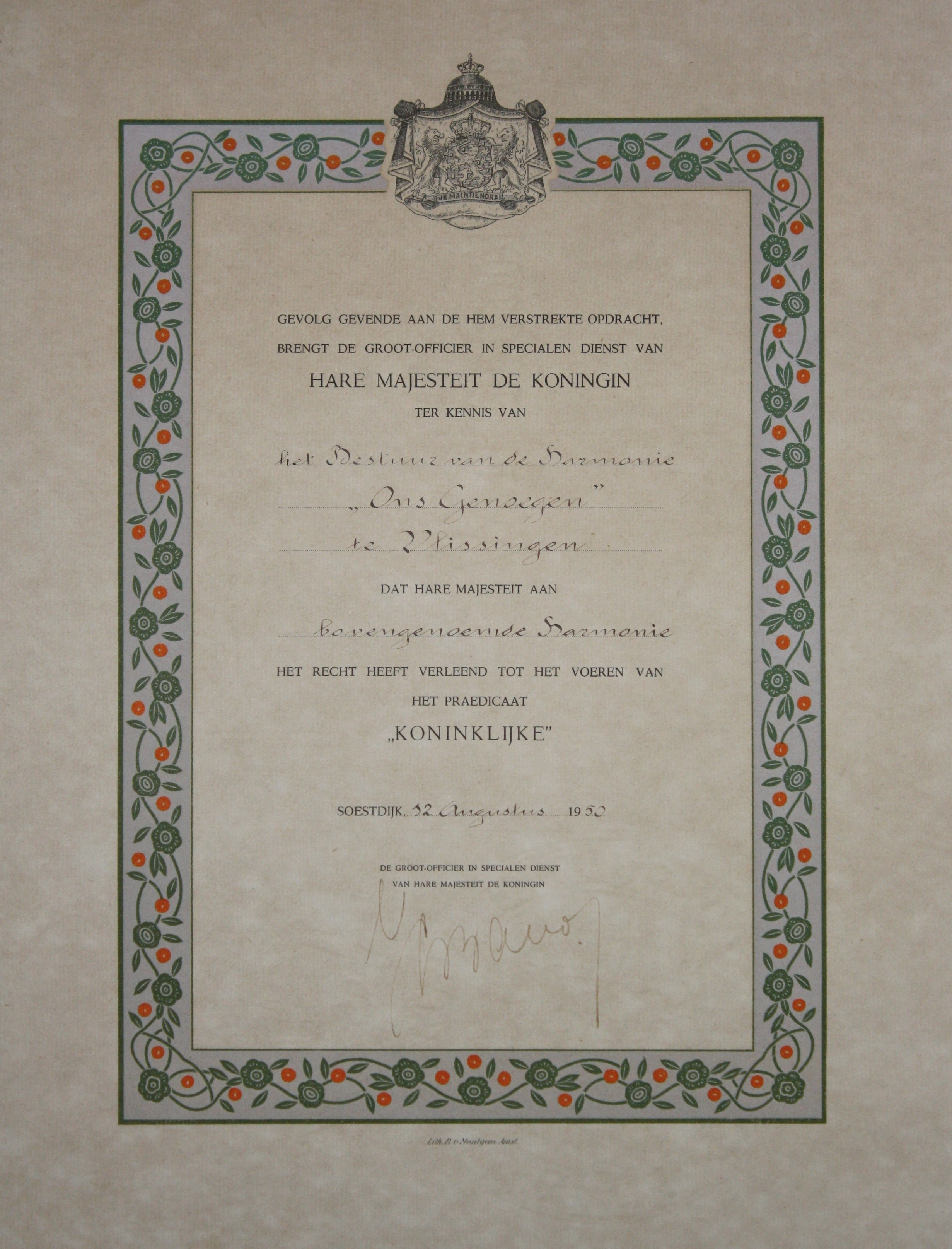
Oorkonde Predicaat Koninklijk

Voor de prestaties op cultureel gebied en ook door haar houding tijdens de oorlogsjaren 1940-1945 (geweigerd is om in te schrijven in de Nederlandsche Kultuurkamer, waardoor de vereniging niet heeft opgetreden tijdens de bezetting) werd in 1950 bij de viering van het 60-jarig bestaan het predicaat Koninklijk verleend. Sinds die tijd is de naam van de vereniging Koninklijke Harmonie "Ons Genoegen".

## Harmonieorkest
Het harmonieorkest treedt de laatste jaren (net als in de beginjaren) voornamelijk op als symfonisch blaasorkest. Tot circa 2005 trad het orkest ook geüniformeerd op tijdens marsoptredens en serenades. Voor 1950 speelde het orkest, onder anderen onder leiding van de dirigenten Bailleux, Bakker, Govaerts en de Vlissingse musicus Piet de Rooij, in het muzikale leven van Vlissingen een vooraanstaande rol. Op zondag werden als tegenprestatie voor de subsidie van de Maatschappij tot Nut van 't Algemeen concerten verzorgd in een van de muziekkiosken op de Boulevard en later ook het Bellamypark in Vlissingen.
Ook bij tewaterlatingen van de Koninklijke Maatschappij de Schelde en andere belangrijke gebeurtenissen in de Scheldestad trok het orkest door de stad of was als begeleidingsorkest betrokken. Op 30 april is het orkest aanwezig als voor het stadhuis in aanwezigheid van burgemeester en wethouders de vlag wordt gehesen als officieel begin van de festiviteiten van Koninginnedag.
In 1998 werd de muzikale omlijsting verzorgd van een bijzondere academische zitting in de Sint-Jacobskerk bij de herdenking van de 400e sterfdag van Marnix van Sint-Aldegonde. Onder de vele gasten bevond zich kroonprins Willem-Alexander.
Op de tweede zaterdag van januari wordt het traditionele Nieuwjaarsconcert verzorgd, waarbij naast en met het orkest (semi) professionele gasten optreden, waaronder pianist Rien Balkenende, accordeonist Frans Kasander, sopraan José Dorleijn, de steelband van de Marinierskapel der Koninklijke Marine, entertainer Peter Adriaanse, euphoniumspeler Renato Meli, zangeres Denise Jannah, klezmerorkest Di Gojim, Margriet Eshuijs en The Old Firm.
Na 1950 stond het orkest onder leiding van onder anderen: 
- Wil Timmermans
- Bram van Wallenburg
- Bram Kleinepier[dode link]
- Cor Vader
- Jack de Boo van Uijen
- Raymondo DiBella
- Cees Cevaal
- Jack de Boo van Uijen
- Léon Bours
- Jos Körver
- Albert-John Vervorst
- Lucas Van Waeyenberge
- Ward de Ketelaere
- Arjen Visser

## Opleidingsorkesten
De leerlingen van de vereniging krijgen les op de Zeeuwse Muziekschool. Een uitzondering daarop is de opleiding tamboer, die intern wordt verzorgd door professionele instructeurs. Na het eerste jaar kunnen de leerlingen al meedoen in een van de opleidingorkesten: het Leerlingenorkest, onder leiding van de dirigent van het harmonieorkest en de Jeugd-Deltaband, die onder leiding staat van een speciaal daartoe opgeleid kader met als dirigent Pascal Bakker. Tamboermaître is Marloes Strenk.

## Music for Kids
Een bijzonder project is Music For Kids, een samenwerking met basisscholen, waarbij de leerlingen in speelse projecten die door de vereniging worden verzorgd, geënthousiasmeerd worden in het leren spelen op een muziekinstrument.

## Organisatie
Het hoofdbestuur is samengesteld uit het dagelijks bestuur, aangevuld met de voorzitters van de Deltaband Commissie, de Harmonie Commissie, een bestuurslid materiaal en een bestuurslid opleidingen.
De vereniging wordt financieel ondersteund door de Stichting Vrienden van de KHOG, donateurs en een club van 100.

Alle leden, donateurs en belangstellenden ontvangen het verenigingsblad "De Notenbalk" dat vier keer per jaar verschijnt, maar ook digitaal is te lezen.

## Huisvesting
In 1953 heeft de gemeente Vlissingen voor de muziekvereniging een repetitielokaal laten bouwen op het terrein van het voormalige Gasthuis aan de Koestraat, dat tot 1971 werd gedeeld met muziekvereniging Sint-Caecilia. In 1956 brandt het houten gebouwtje af en wordt door de gemeente opnieuw in steen opgetrokken. Tijdens de bouw repeteerde het orkest tijdelijk in het koetshuis van het Stadhuis (Van Dishoeckhuis) aan de Houtkade. In 1989 wordt het gebouw aan de Koestraat uitgebreid, deels op kosten van de gemeente Vlissingen en deels door opbrengst van eigen acties en zelfwerkzaamheid.
In 2010 heeft de gemeente besloten om het gebied waar het repetitielokaal is gevestigd te herinrichten en zegt de huur op. Het pand werd gesloopt om plaats te maken voor een blok woningen. Omdat door de gemeente geen alternatieve huisvesting voorhanden is, na de vereniging noodgedwongen "voorlopig" intrek in de voormalige kleuterschool aan de Ridderspoorlaan. Door het bestuur is samen met de gemeente een plan voor nieuwbouw ontwikkeld. Door zelfwerkzaamheid is een nieuw gebouw aan de Wildbaan in Vlissingen gerealiseerd dat in 2018 is betrokken.

## Triviaal
- Merkwaardig is dat bij het 100-jarig bestaan van Ons Genoegen in 1990[22] in een door de vereniging uitgegeven publicatie wordt vermeld dat in 1874 "de pastoor van de stad Vlissingen het initiatief nam voor de vorming van harmonieorkest Ons Genoegen, dat in 1887 als schutterijmuziek is ontbonden".
- Als het orkest tijdens de Tweede Wereldoorlog verplicht wordt zich in te schrijven in de Kultuurkamer, weigert het dat. De instrumenten en bibliotheek worden verborgen.
- Het eerste optreden na de oorlog is samen met zustervereniging Sint-Caecilia tijdens de bevrijdingsfeesten op 7 mei 1945.
- Rond 1960 treden de eerste vrouwen toe als lid van het harmonieorkest
- Tijdens het medegebruik door (Sint-)Caecilia van het repetitielokaal aan de Koestraat, heeft dit de naam Huize Gezelligheid. Als Caecilia een ander repetitielokaal betrekt, neemt ze het naambord mee en de leden van Ons Genoegen noemen het vanaf die tijd in de wandelgangen 'het zaaltje'. Als in 1980 het gebouw wordt uitgebreid, wordt na een interne wedstrijd de naam t Zaaltje de nieuwe naam.
- In september 2012 besluiten de leden van de in de 19e eeuw afgesplitste muziekvereniging Caecilia om die vereniging wegens gebrek aan leden te ontbinden.
- In 1960 wordt een week lang het 60-jarig bestaan gevierd. De Nieuwe Markt (nu Stadhuisplein, destijds vanwege de zandvlakte in de volksmond De Gobi genoemd) wordt omgetoverd tot feestterrein, waar naast turndemonstraties, dansfeesten ook een militaire taptoe wordt gehouden.
- Als 'huisorkest van de Koninklijke Maatschappij de Schelde' is de vereniging vaak aanwezig bij tewaterlatingen en overdrachten. Als de Rotterdamse en Vlissingse scheepswerven fuseren in de Rijn-Schelde Machinefabrieken en Scheepswerven NV, worden met de bedrijfsorkesten van de Rotterdamse Droogdokmaatschappij en Wilton Fijenoord jaarlijkse uitwisselingen gehouden. Als het concern uiteenvalt, houden ook de uitwisselingen op te bestaan.
- Bij de tewaterlating in 1946 van het beroemdste schip dat op de Schelde is gebouwd, de Willem Ruys, is niet Ons Genoegen, maar Sint-Caecilia 'huisorkest'.
- In 1990 bestaat de vereniging 100 jaar. Onder leiding van Jaap Koops, oud-dirigent van de Marinierskapel der Koninklijke Marine, is het orkest voor de gelegenheid tot een megaorkest van 450 man aangevuld met leden van bijna alle harmonieorkesten uit Zeeland en geeft een openluchtconcert bij de Vissershaven, bijgewoond door 12.000 bezoekers. Op het programma onder anderen Music For The Royal Fireworks dat met veel vuurwerk wordt uitgevoerd. Ook 400 man sterk samengesteld koor van koren uit heel Zeeland doet mee.
- Tijden het jubileumconcert in 1990 wordt het Guinness Book of Records gehaald met een orkest dat bestaat uit 107 trombonisten. Onder leiding van Johan de Meij wordt ten minste 4 minuten gemusiceerd. Samen met het megaorkest, het megakoor, een reizend carillon en de Deltaband wordt de Ouverture 1812 uitgevoerd.